# Kunsthalle de Kiel
La Kunstalle de Kiel (Kunsthalle zu Kiel) est un musée d'art situé en Allemagne du Nord à Kiel ; avec 2 000 m2 de salles d'exposition, il s'agit du plus grand musée de la capitale du Schleswig-Holstein. La Kunsthalle se trouve au nord du centre-ville au Düsternbrooker Weg – près du Schlossgarten et de la Fœrde de Kiel.

## Édifice
Le terrain est offert en 1903 par Lotte Hegewisch de la Christian-Albrechts-Universität dans le but de construire une galerie d'art. Le bâtiment est construit de 1908 à 1909 selon les plans de l'architecte Georg Lohr. La cérémonie d'ouverture par le président Carl Neumann de la Société des arts du Schleswig-Holstein a lieu le 15 novembre 1909. La façade en pierre calcaire de l'édifice s'inspire du néobaroque et du Jugenstil. Deux sculptures de bisons par August Gaul ornent l'entrée.
Un nouvel escalier est construit dans les années 1950. Après les dommages subis pendant la Seconde Guerre mondiale et la reconstruction de 1958, l'édifice est agrandi en 1986 selon les plans de Diethelm Hoffmann, ce qui, en plus de l'espace d'exposition supplémentaire, a permis, entre autres, de mettre en place la classe de peinture, le studio vidéo et la bibliothèque spécialisée. Une nouvelle zone d'entrée conçue par le bureau d'architectes Sunder & Plassmann permet depuis 2012 d'ouvrir la vue sur le fjord de Kiel.
En outre, le musée d'art dispose d'une salle de conférence, d'une bibliothèque, d'une salle d'étude, d'un petit café et d'un jardin de sculptures.

## Collection

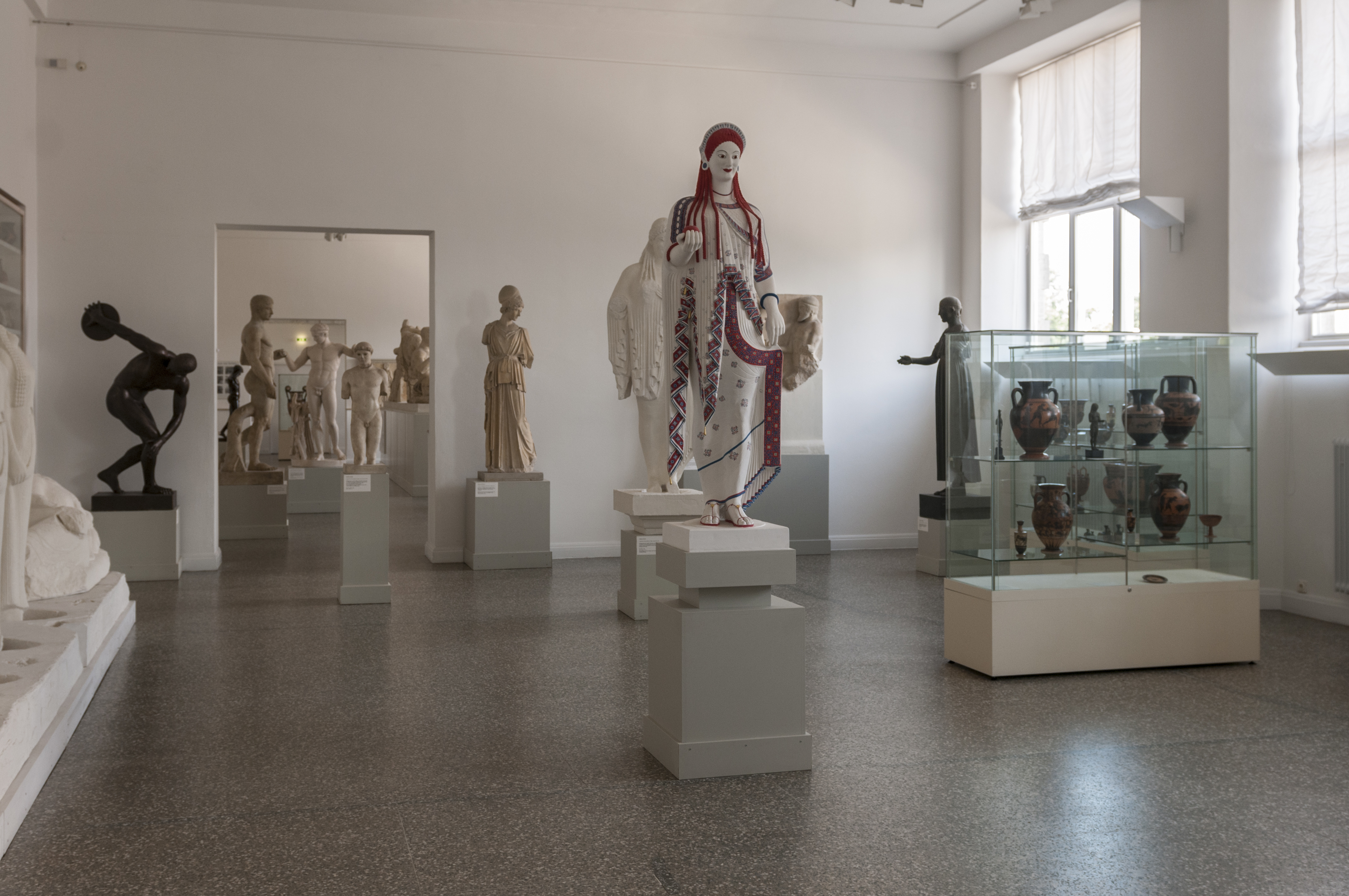
Une des salles des antiques.

Le musée abrite la collection de la Société d'art du Schleswig-Hosltein fondée en 1843. La collection réunit des œuvres du XIXe siècle (peinture romantique et peintures des Ambulants russes), œuvres de l'art moderne classique (impressionnistes allemands, expressionnistes et Neue Sachlichkeit), ainsi que des œuvres de l'art mondial depuis 1945. Elle possède plus de 1 200 tableaux et 300 sculptures, dont des travaux d'Emil Nolde, Georg Baselitz, Neo Rauch et Gerhard Richter. La collection graphique possède 40 000 œuvres dont des dessins de Rembrandt, Adolf Menzel et Otto Dix, ainsi que des photographies et des vidéos.
Les fonds sont présentés dans des présentations qui changent chaque année. En 2011, la collection graphique a également été dotée d'une vitrine permanente. De plus, une fois par an, un artiste est invité à travailler sur la présentation de la collection. 
Le bâtiment abrite également la collection d'antiques de Kiel réunie en 1895 avec une vaste collection de moules d'après antique commencée en 1838 et de nombreuses pièces originales. Elle est affiliée à l'Université de Kiel. Une grande partie de la collection originale a été détruite pendant la Seconde Guerre mondiale à cause des bombardements aériens alliés.

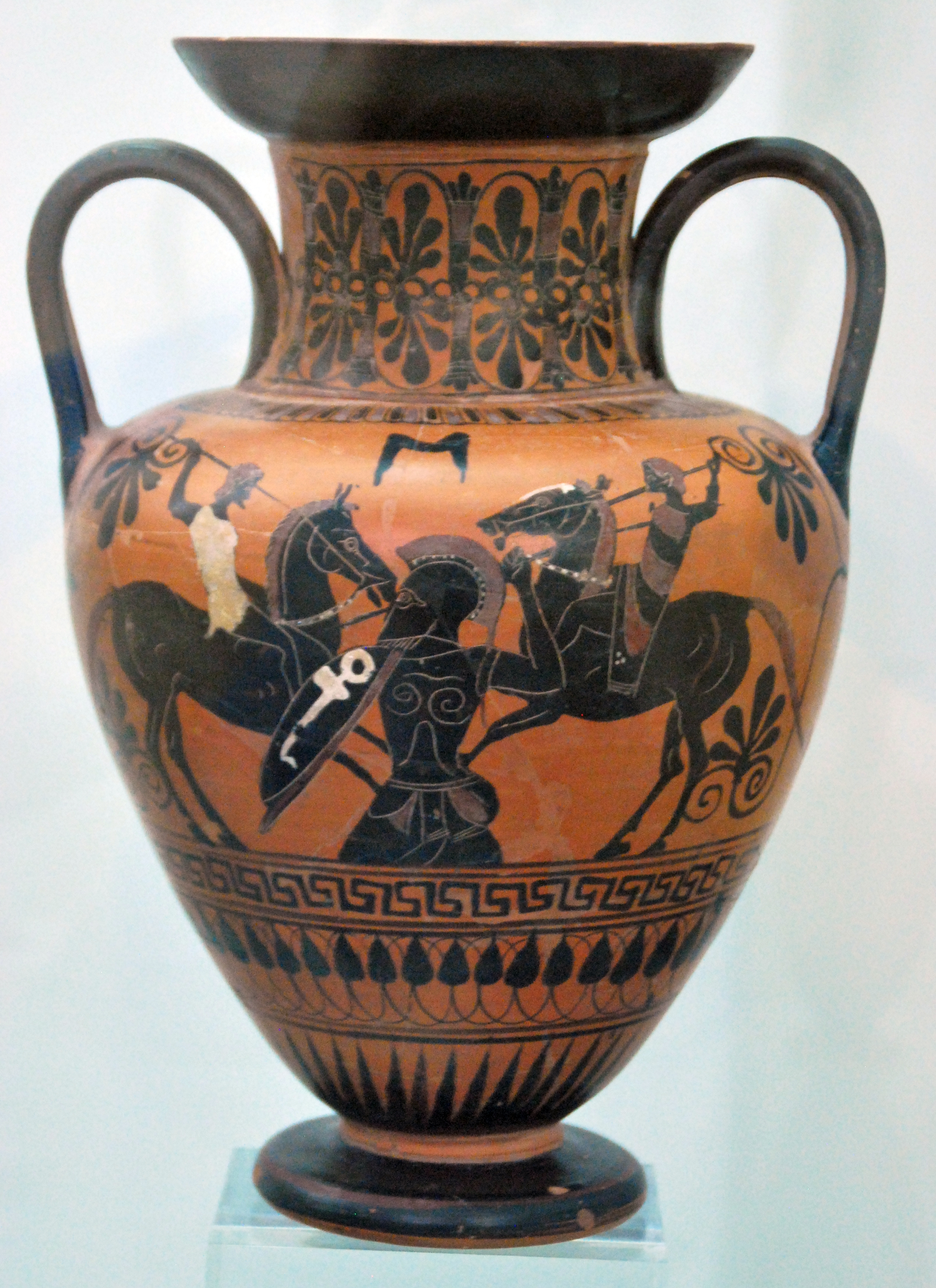
Vase grec
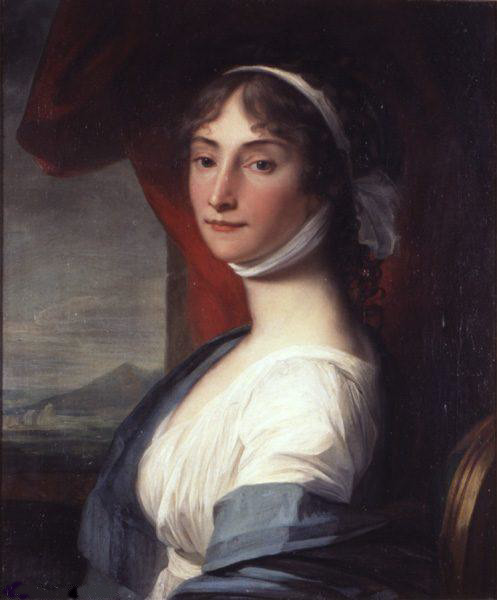
Portrait de Friederike Leisching par Jean-Laurent Mosnier (1799)
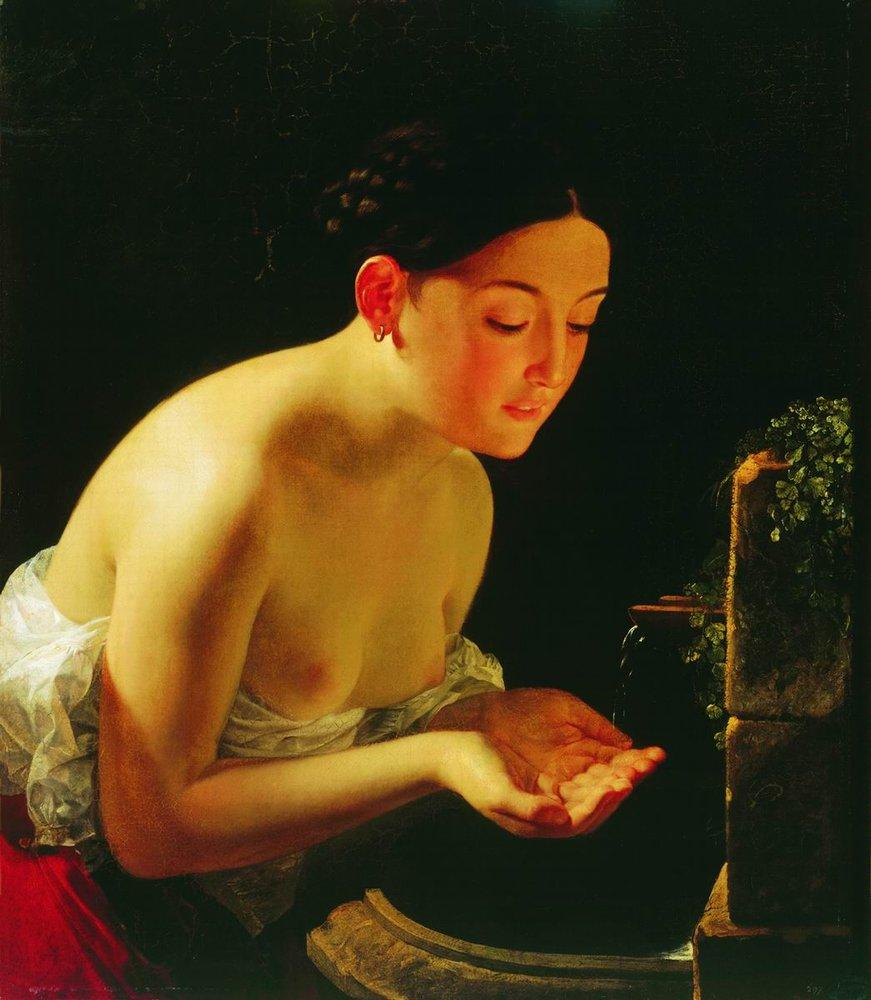
Matin italien de Karl Brioullov (1823)
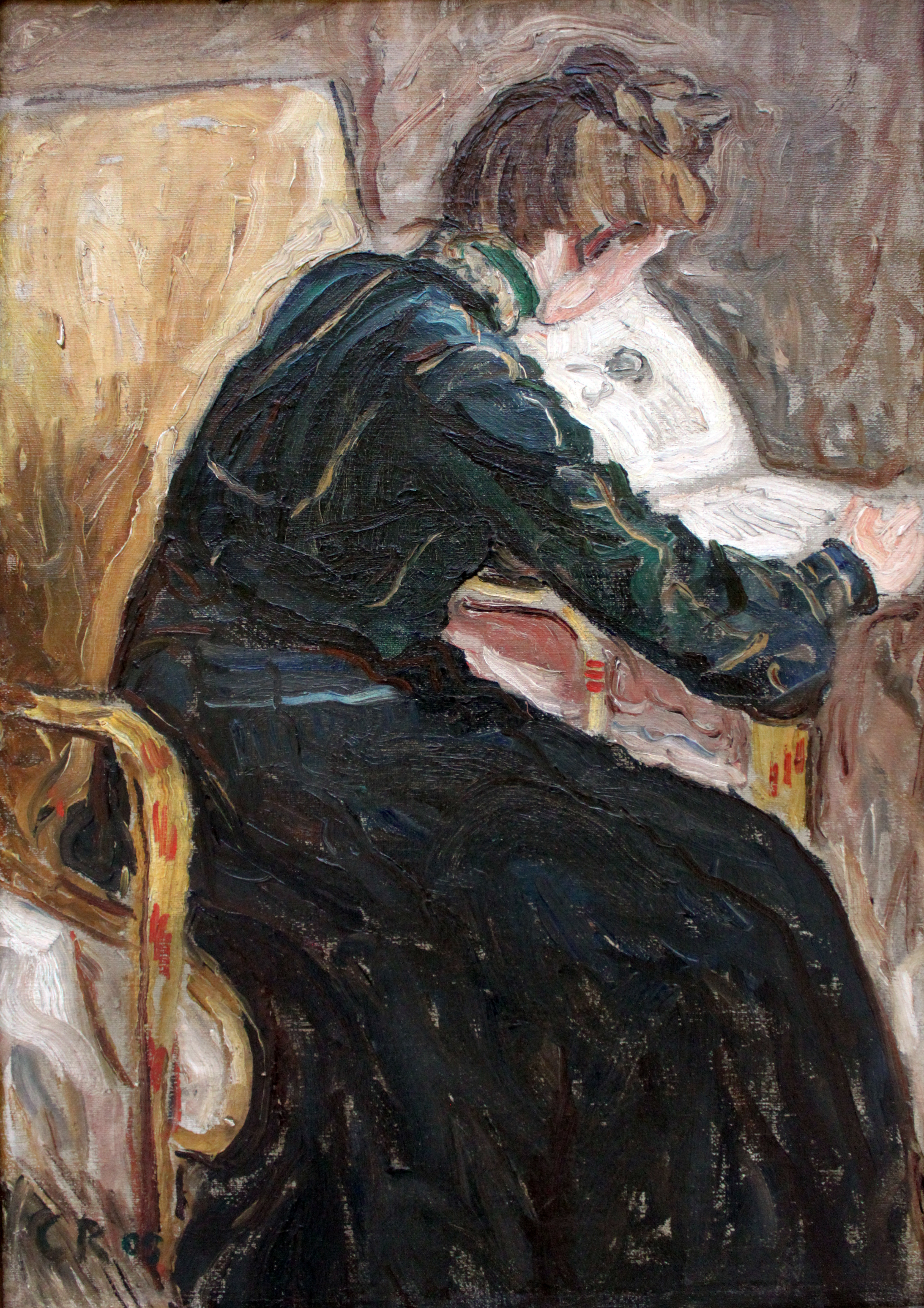
Femme en train de lire par Christian Rohlfs (1905)

## Quelques expositions
- 1947 Ernst Barlach. Plastik, Zeichnungen Graphik.
- 1948 Das graphische Werk von Edvard Munch.
- 1949 Christian Rohlfs. Zum 100. Geburtstag.
- 1952 Emil Nolde. Zum 85. Geburtstag.
- 1954 Karl Schmidt-Rottluff. Zum 70. Geburtstag.
- 1963 Rolf Nesch. Maler und Graphiker.
- 1970 Art Nouveau und Jugendstil. Kunstwerke aus dem Besitz der Staatlichen Museen Preußischer Kulturbesitz.
- 1971 Richard Mortensen. Gemälde, Wandteppiche, Reliefs, Graphik.
- 1972 Carl Spitzweg und sein Münchner Malerkreis.
- 1975 Der Bildhauer Robert Jacobsen und seine Welt.
- 1979 Hans Peter Feddersen, ein Maler in Schleswig-Holstein.
- 1982 100 Jahre Kieler Woche – Lyonel Feininger: Gemälde, Aquarelle und Zeichnungen, Druckgraphik.
- 1984 Paul Flora – Zeichnungen.
- 1997 Kunstturner – Kunst und Sport 1997. En collaboration avec le musée d'art moderne de Munich.
- 2002 Katharina Grosse. Cool Puppen
- 2004 Candida Höfer
- 2006 Isa Genzken. Sculptures
- 2008 Harald Giersing. Protagoniste de l'avant-garde danoise
- 2009 TAL R. You laugh an ugly laugh
- 2010 Welten-Segler. Theodore Lux Feininger zum 100.Geburtstag. Werke 1929 - 1942
- 2010 Max Pechstein. Ein Expressionist aus Leidenschaft. Retrospektive
- 2011 From Trash To Treasure. Vom Wert des Wertlosen in der Kunst
- 2012 Chiharu Shiota
- 2012 Überwältigend kühn. Der ganze Rohlfs in Kiel
- 2013 Dritte Welle. Die Gruppe SPUR, der Pop und die Politik
- 2014 Corinne Wasmuth. Supraflux
- 2014 Angela Glajcar
- 2015-2016 Via Lewandowsky – Hokuspokus
- 2015-202016 Furios Virtuos. Italienische Handzeichnungen des 16. bis 18. Jahrhunderts
- 2016 Zeitgenossen. Dumas, Doig und die anderen
- 2016 miriam cahn – AUF AUGENHÖHE
- 2016 Faust fürs Auge. Illustrationen zu Goethes Meisterwerk
- 2016-2017 Gott und die Welt. Vom sakralen zum autonomen Bild 1871-1918
- 2016-2017 Käthe Kollwitz. Ich will wirken
- 2017 Ludger Gerdes. Von Angst bis Wollen
- 2017 Anita Albus – Die Kunst zu sehen
- 2017/18 Nolde und die Brücke. Exposition conçue avec le musée des beaux-arts de Leipzig.
- 2018 Pipilotti Rist. Videos 1986-1992
- 2018 Alicja Kwade – AMBO
- 2018/2019 globalocal – Sammlungspräsentation mit den Gästen Cao Fei, Hiwa K und Mika Rottenberg
- 2018/2019 Goya. Grafische Meisterblätter
- 2018/2019 Franz Gertsch. Bilder sind meine Biografie
- 2019 Universum Picasso: Die Suite Vollard
- 2019 Intuition. Rudolf Jahns
- 2019 Lotte Laserstein. Von Angesicht zu Angesicht. En collaboration avec le Städel Museum.
- 2020 Rachel Maclean
- 2020 Right here. Right now. Jeppe Hein zu Gast in der Sammlung

## Illustrations

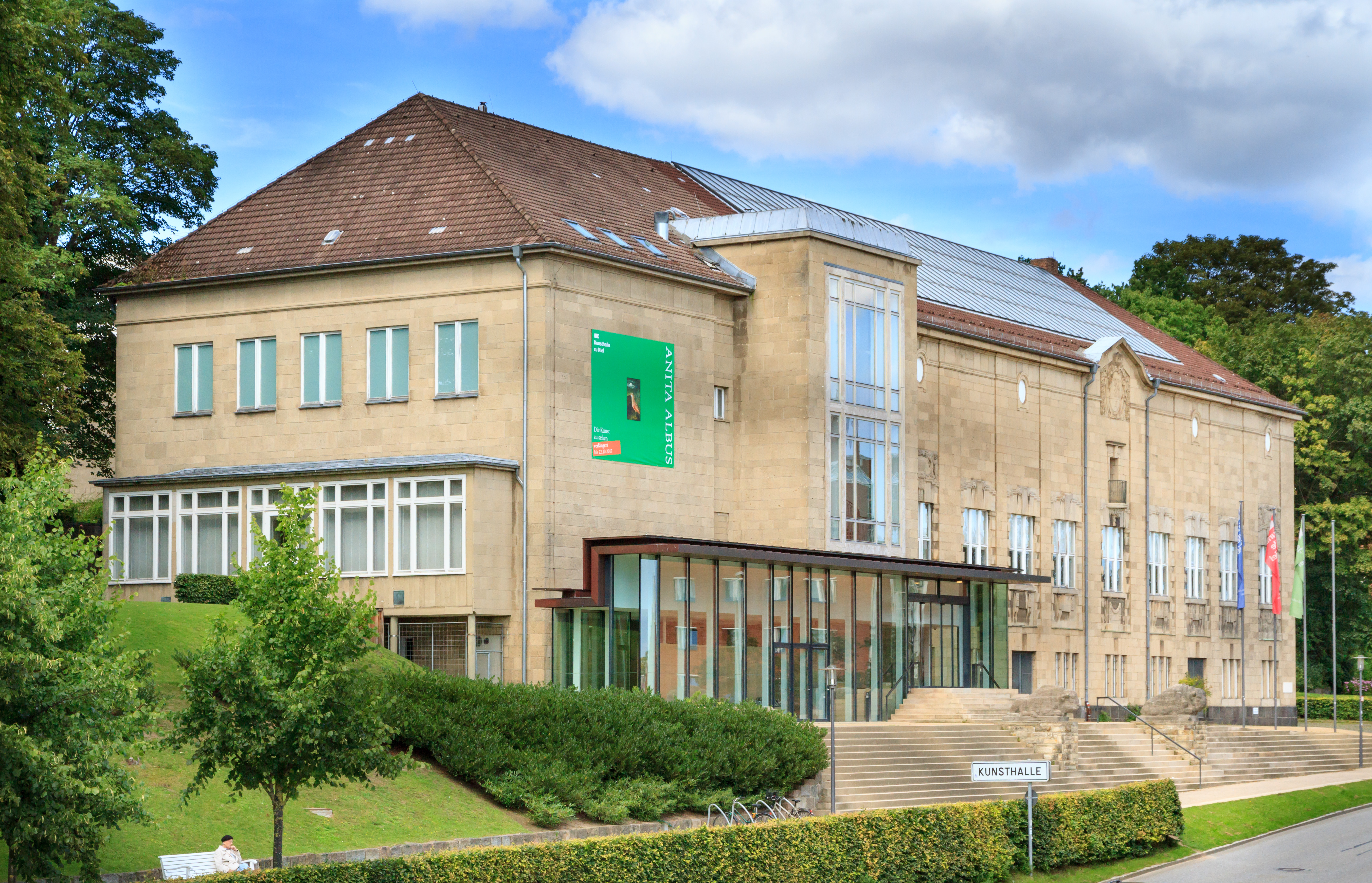
La Kunsthalle de Kiel en 2017
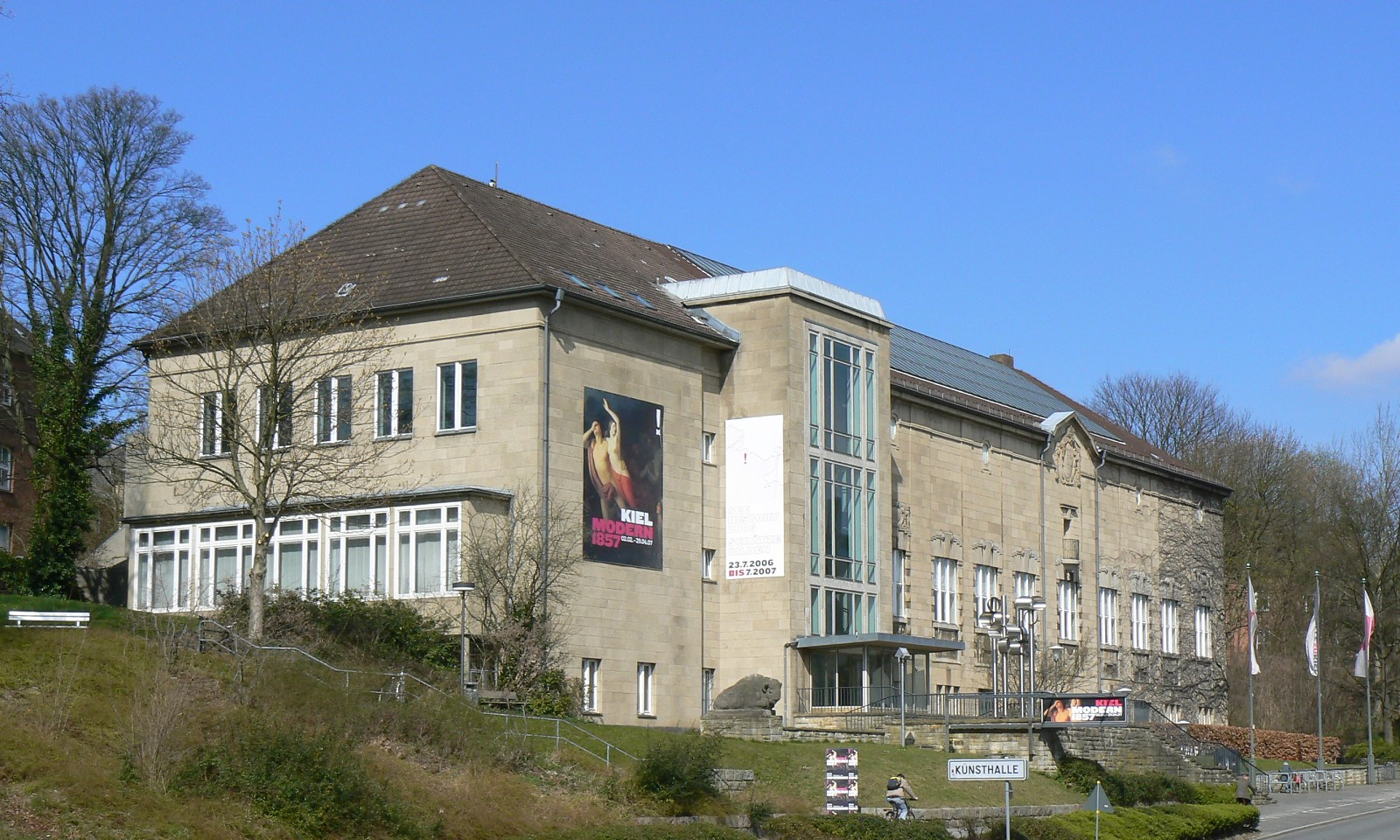
La Kunsthalle de Kiel en 2007
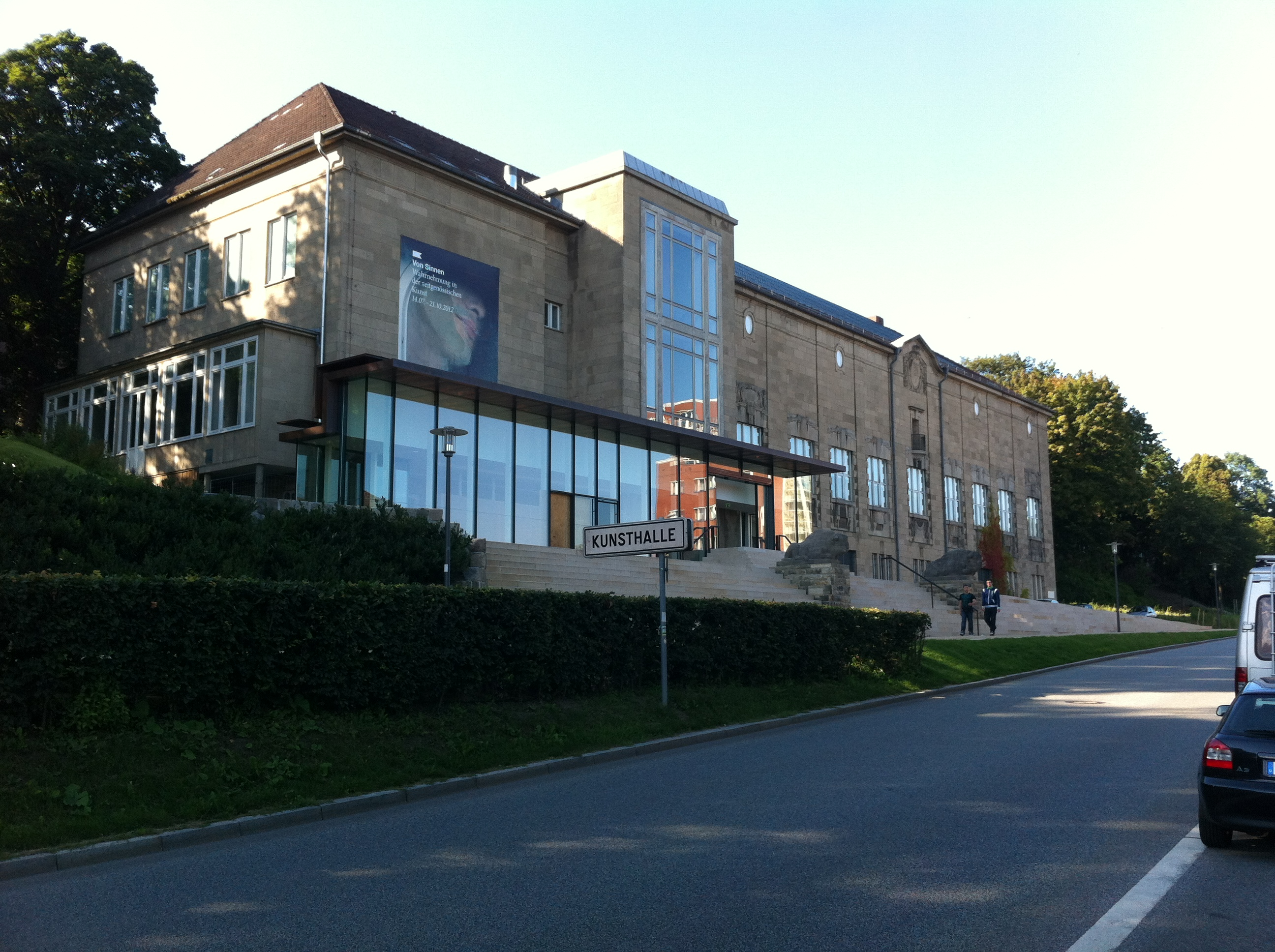
La Kunsthalle de Kiel en 2012
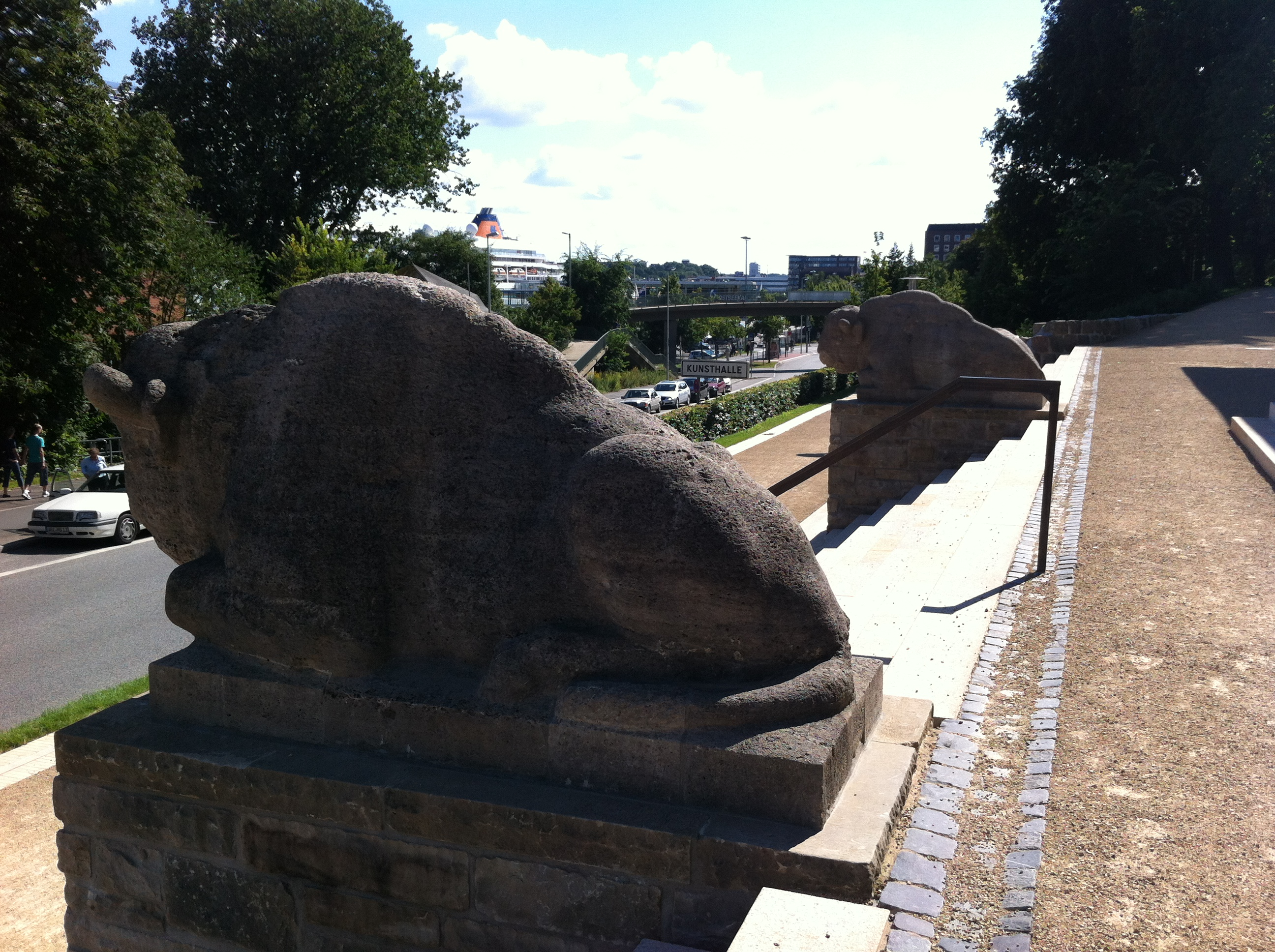
Les bisons  d'August Gaul
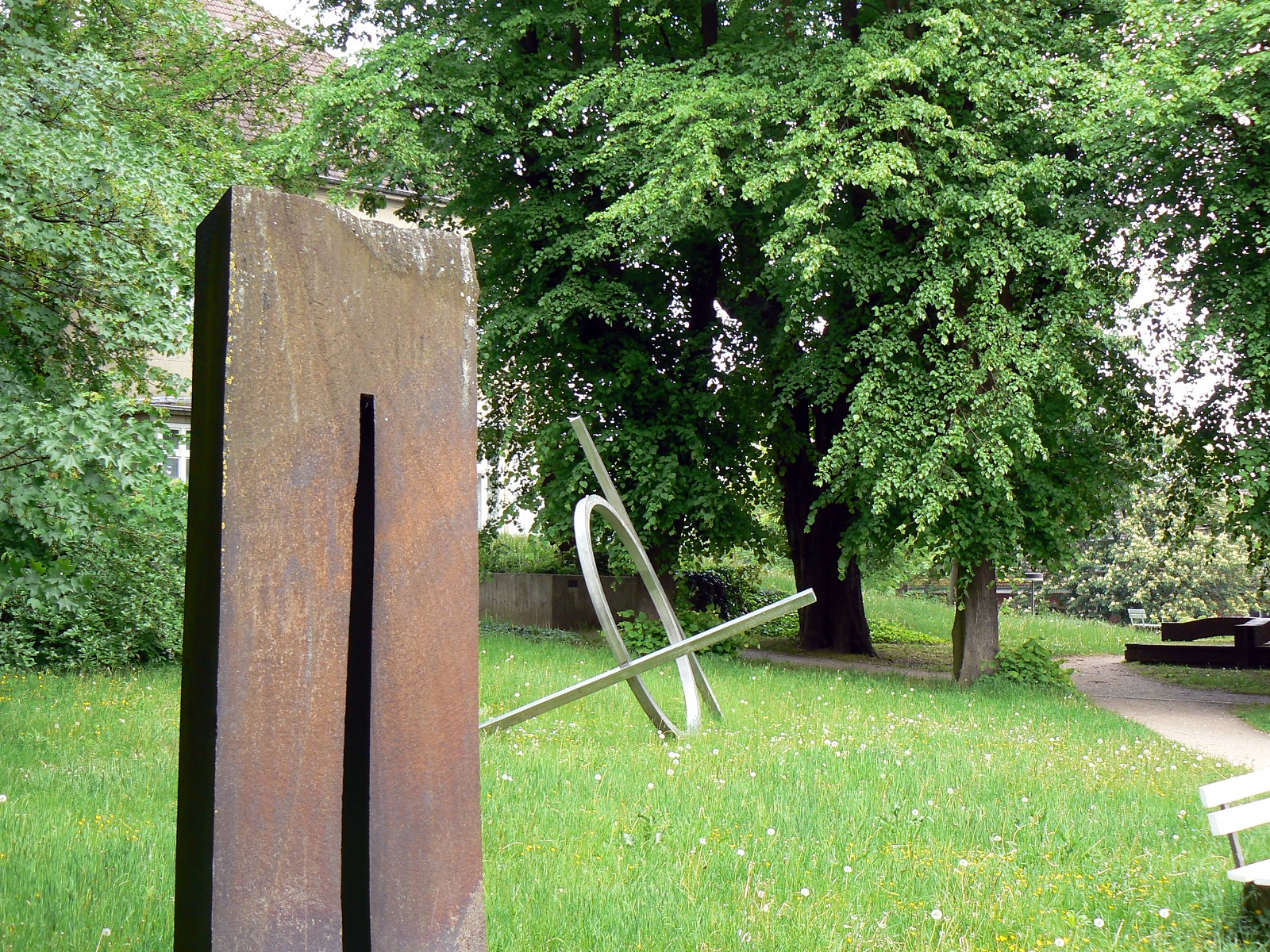
Le jardin des sculptures
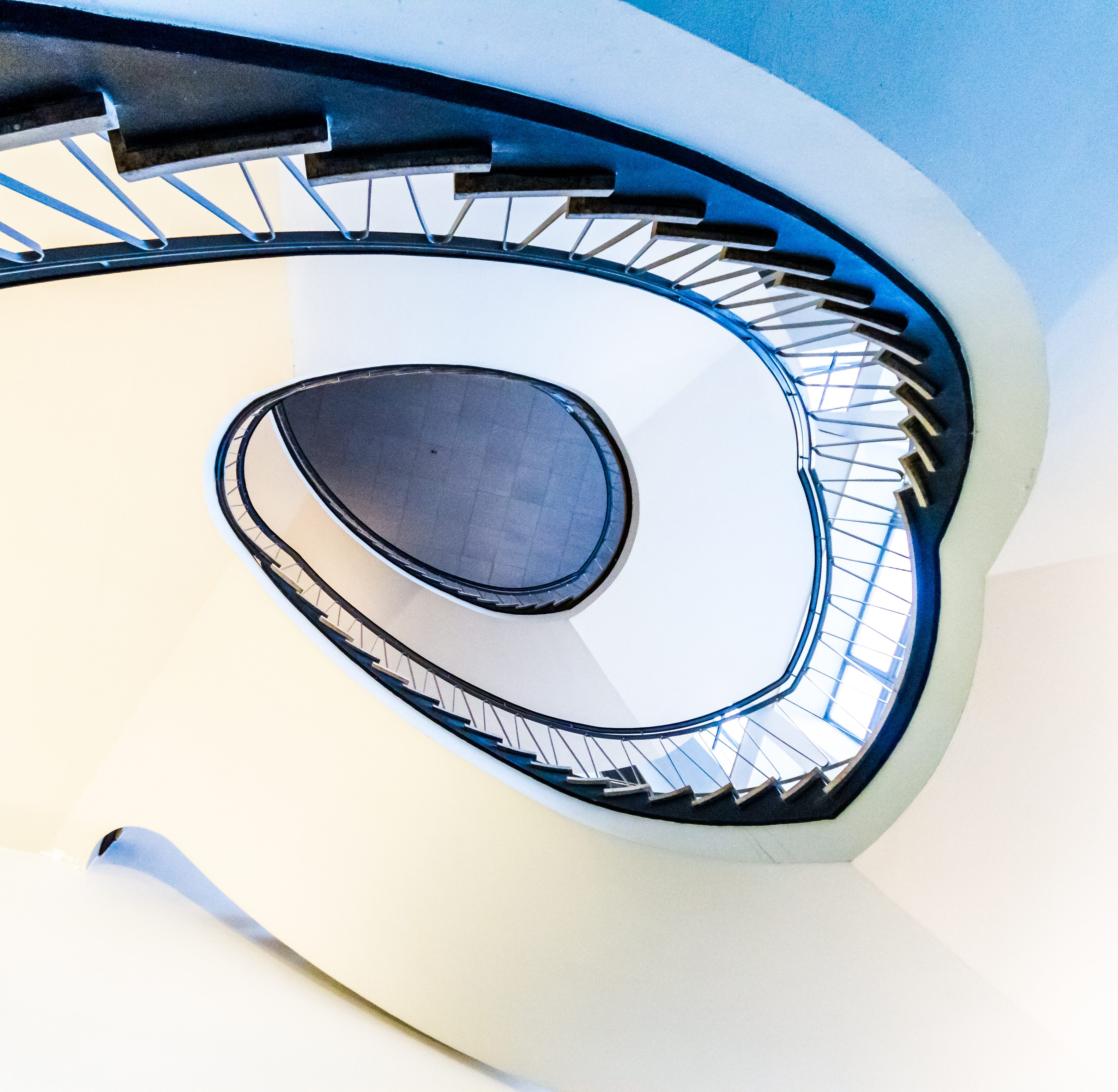
L'escalier vu d'en bas
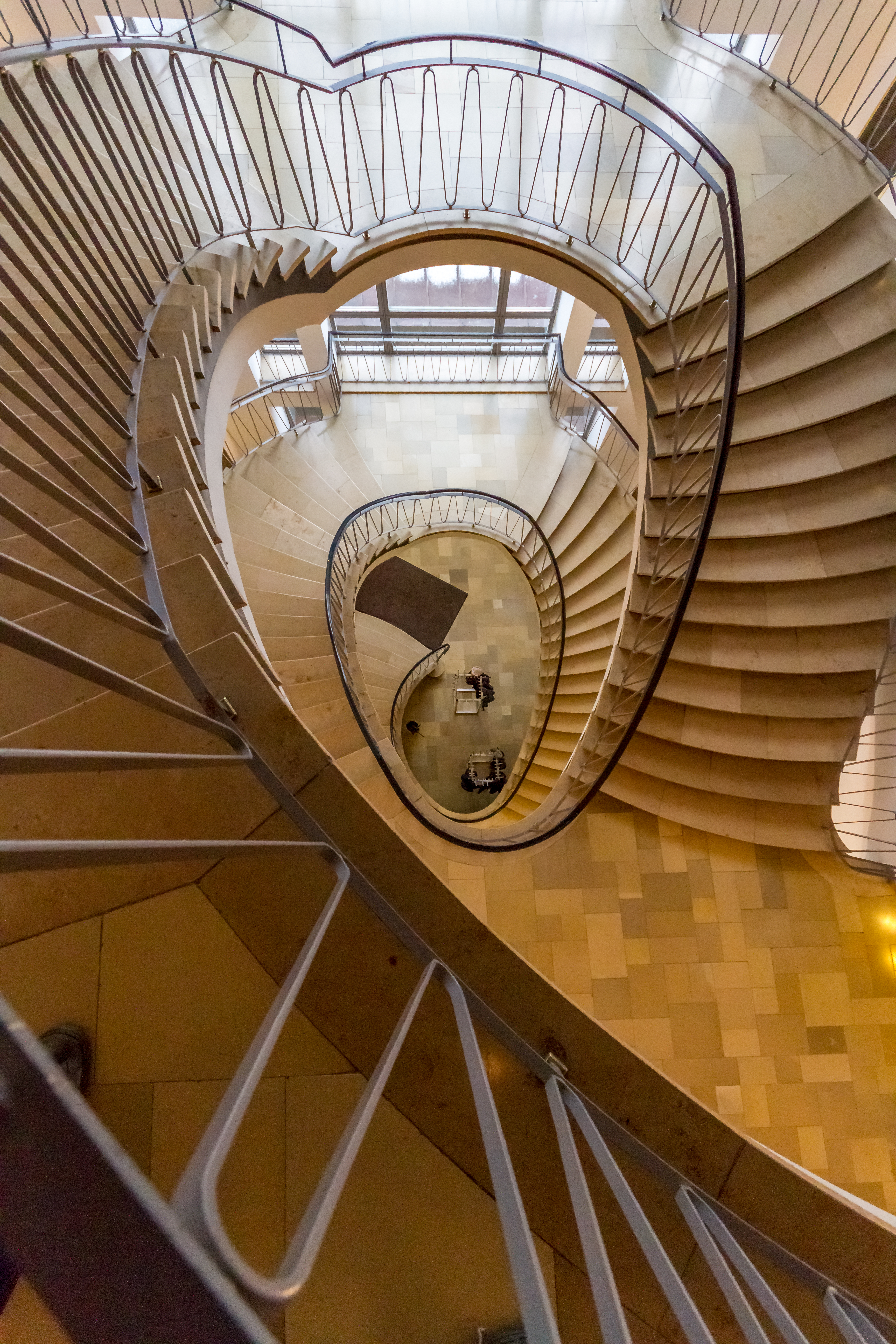
L'escalier vu d'en haut

## Direction
- 1971–1990 : Jens Christian Jensen
- 1992–2000 : Hans-Werner Schmidt
- 2002–2009 : Dirk Luckow[5]
- depuis 2010 : Anette Hüsch (de)[6]